# Kolontár
Kolontár is een plaats (község) en gemeente in het Hongaarse comitaat Veszprém. Kolontár telt 850 inwoners (2001).
Kolontár werd op 4 oktober 2010 zwaar getroffen door de giframp in een aluminiumfabriek in Ajka. Hierbij brak een dam waardoor giftig slib de omgeving overspoelde. De vrees bestaat dat Kolontár voor vele jaren onbewoonbaar zal zijn.
Zie ook: Dambreuk reservoir Ajka-aluminiumfabriek